# Тостовий хліб

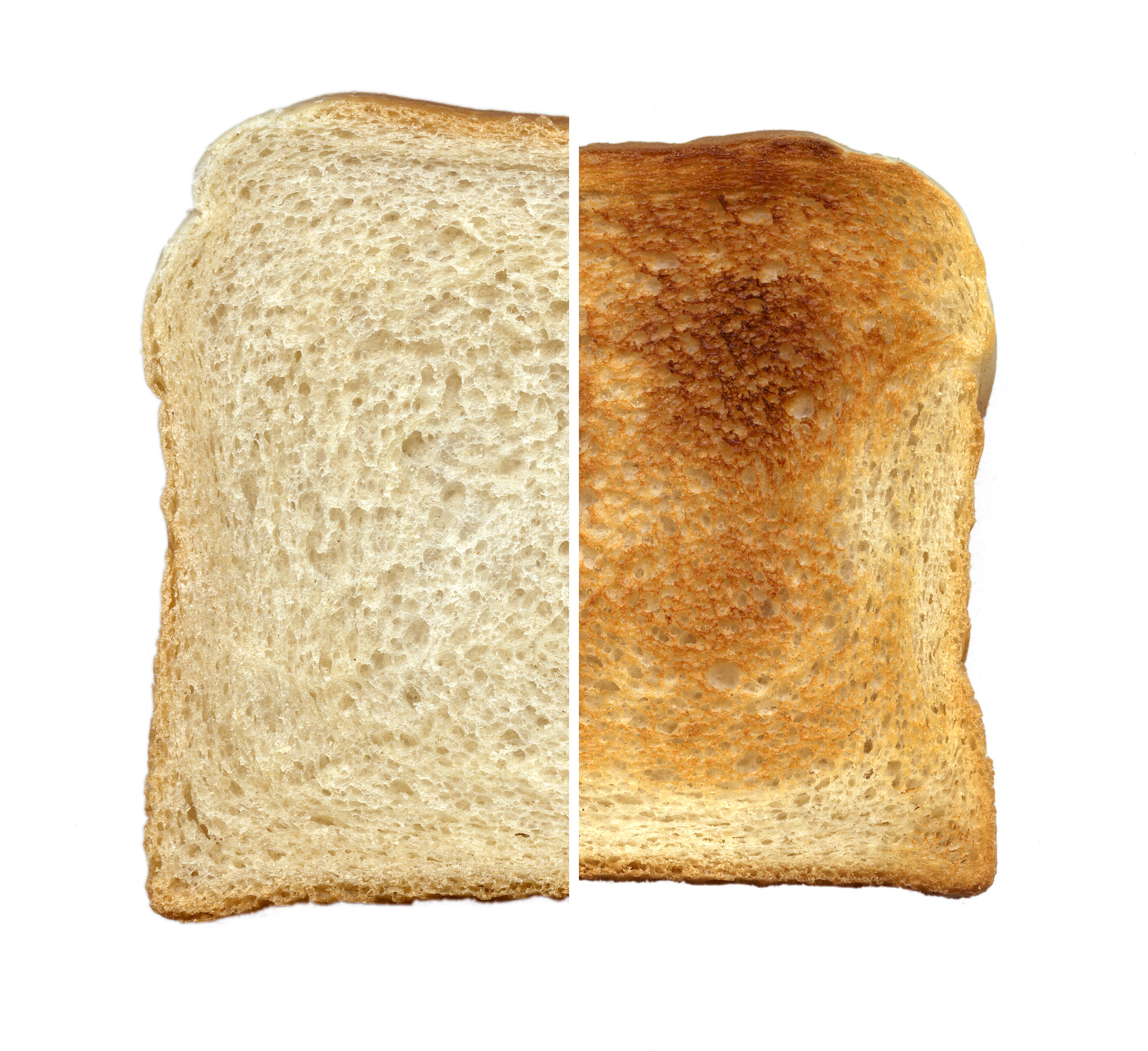
Скибочка тостового хліба до і після підсмажування

Тост, тостовий хліб (англ. toast) — пористий білий хліб з тонкою скоринкою, зазвичай продається в упаковках порізаним на скибочки. Перед вживанням скибочки стандартної квадратної форми присмажуються з двох сторін. Піч для підсмажування тостів називається тостером. Тостовий хліб подається гарячим на сніданок, а також сервірується до різних закусок. Непідсмаженим тостовий хліб використовується в приготуванні сендвічів і тому також називається сендвічним.
Тісто для тостового хліба замішується з пшеничного борошна, води, звичайного або сухого молока, жиру, цукру, солі на дріжджах або розпушувачі. Висока пористість тостового хліба досягається за рахунок підвищеного вмісту яєчного білка, клейковини і молочного білка.